# ロイコン
ロイコン（欧字名:Roycon、1975年3月4日 - 1994年5月24日）は、イギリスで生産された競走馬、繁殖牝馬。
競走馬として2勝を挙げ、繁殖牝馬として重賞勝ち馬を多く輩出する牝系の日本国内での祖となった。

## 経歴
現役時代はアイルランドとイギリスで走り、2勝を挙げ引退。その後はアイルランドやアメリカ合衆国などで繁殖入りし、牝駒の何頭かは後に日本に輸出された。そのうちの1頭が、アイルランドでシンコウラブリイとタイキマーシャルを産み、日本に輸出されノーザンファームに繋養時にもハッピーパスを出し牝系拡大に大きく貢献したハッピートレイルズである。
ロイコン自身も1991年頃に日本に輸出され、大樹ファームにて繋養される。しかし1994年、日本に来てから2番目の仔となるドクターブレイブを産んだ翌日の5月24日に急死した。19歳没。

## 繁殖成績
|        | 馬名               | 誕生年 | 性    | 毛色   | 父                 | 厩舎                                           | 馬主               | 戦績・備考                           | 出典   |
| ------ | ------------------ | ------ | ----- | ------ | ------------------ | ---------------------------------------------- | ------------------ | ------------------------------------ | ------ |
| 初仔   | Ariel Sands        | 1981年 | 牝    | 黒鹿毛 | Super Concorde     |                                                |                    | 3戦0勝（引退・繁殖）                 | [ 3 ]  |
| 2番仔  | Kings River        | 1982年 | 牡    | 栗毛   | Irish River        |                                                |                    | 61戦13勝 （グレンカーンS優勝・引退） | [ 4 ]  |
| 3番仔  | インスブルック     | 1983年 | 牝    | 鹿毛   | モデルフール       |                                                |                    | 26戦5勝（優勝・繁殖）                | [ 5 ]  |
| 4番仔  | ハッピートレイルズ | 1984年 | 牝    | 鹿毛   | ハイハット         |                                                |                    | 5戦0勝（引退・繁殖）                 | [ 6 ]  |
| 5番仔  | County Mayo        | 1986年 | 牡→騸 | 栗毛   | Irish River        |                                                |                    | 36戦3勝（引退）                      | [ 7 ]  |
| 6番仔  | Mt. Vernon         | 1987年 | 牡    | 栗毛   | Cox's Ridge        |                                                |                    | （未出走・種牡馬）                   | [ 8 ]  |
| 7番仔  | セサロニアン       | 1988年 | 牡    | 栗毛   | Nijinsky           | 美浦・藤沢和雄                                 | 大樹ファーム       | 23戦5勝 （札幌記念3着・種牡馬）      | [ 9 ]  |
| 8番仔  | ロイヤルブライド   | 1989年 | 牝    | 鹿毛   | Blushing Groom     |                                                |                    | （未出走・繁殖）                     | [ 10 ] |
| 9番仔  | Nobiz Like Showbiz | 1990年 | 牡    | 鹿毛   | Theatrical         |                                                |                    | 10戦4勝（引退）                      | [ 11 ] |
| 10番仔 | Masrah Dubai       | 1991年 | 牡→騸 | 鹿毛   | Theatrical         |                                                |                    | 4戦0勝（引退）                       | [ 12 ] |
| 11番仔 | マリエドゥジュワン | 1992年 | 牝    | 鹿毛   | General Assembly   | 美浦・国枝栄                                   | 堀紘一             | 18戦1勝（引退・繁殖）                | [ 13 ] |
| 12番仔 | ドクターブレイブ   | 1994年 | 牡    | 栗毛   | ドクターデヴィアス | 美浦・藤沢和雄 →上山・松浦正春 →中津・漆島義廣 | 横山秀男 →大西一清 | 44戦2勝（引退）                      | [ 14 ] |

## 主要なファミリーライン
「f」は「filly（牝馬）」、「c」は「colt（牡馬）」、gは「gelding（騸馬）」の略。太字はGI級競走優勝馬。#は重賞競走優勝馬。
- ロイコン 1975 f
  - Kings River# 1982 c（13勝、愛G3競走1勝）
  - ハッピートレイルズ 1984 f
    - シンコウラブリイ 1989 f（10勝、マイルチャンピオンシップ優勝、他重賞5勝）
      - ロードクロノス# 1995 c（8勝、中京記念優勝）
      - レディベローナ 1996 f
        - ケイアイベローナ 2003 f
          - クインズサターン# 2013 c（13勝、道営記念2回、コスモバルク記念、旭岳賞優勝）
          - ケイアイロベージ 2018 g（現役5勝、オープン1勝）

      - レディミューズ 1997 f
        - シンメイフジ# 2007 f（3勝、関東オークス、新潟2歳ステークス優勝）
        - フェリス 2010 f
          - ロードマイウェイ# 2016 c（6勝、チャレンジカップ優勝）

      - トレジャー 1998 c（4勝、オープン1勝、重賞2着3回）
      - レディクローリス f 2001 
        - ノルウェーノモリ f 2011
          - マルカイグアス# 2021 c（現役4勝、兵庫優駿、園田オータムトロフィー、園田ジュニアカップ優勝）

      - ピサノグラフ 2002 f
        - ムイトオブリガード# 2016 c（6勝、アルゼンチン共和国杯優勝）

    - タイキマーシャル# 1992 c（8勝、エプソムカップ優勝）
    - シンコウビューティ 1993 f
      - ハッピールック 1998 c（5勝、オープン2勝、重賞2着2回）

    - サンタフェトレイル 1994 f
      - キングストレイル# 2002 c（4勝、セントライト記念、京成杯オータムハンデキャップ優勝）
      - ロレットチャペル 2003 f
        - ミュージアムヒル 2015 f
          - ミュージアムマイル 2022 c（現役3勝、皐月賞優勝）

    - ハッピーパス# 1998 f（5勝、京都牝馬ステークス優勝）
      - パストフォリア 2009 f
        - サブライムアンセム# 2019 f（現役2勝、フィリーズレビュー優勝）

      - コディーノ# 2010 c（3勝、札幌2歳ステークス、東京スポーツ杯2歳ステークス優勝）
      - チェッキーノ# 2013 f（3勝、フローラステークス優勝、優駿牝馬2着）
        - ノッキングポイント# 2020 c（3勝、新潟記念優勝）
        - チェルヴィニア 2021 f（現役4勝、優駿牝馬、秋華賞、アルテミスステークス優勝）

    - レジェンドトレイルズ 2003 f
      - グランデストラーダ# 2016 f（5勝、秋桜賞優勝）

  - ロイヤルブライド 1989 f
    - タイキエルドラド# 1994 c（5勝、アルゼンチン共和国杯優勝）
    - タイキトレジャー# 1996 c（8勝、函館スプリントステークス優勝）
    - タイキステラ 1997 f
      - ラブリイステラ 2008 f
        - ゲンパチルシファー# 2016 c（現役5勝、プロキオンステークス優勝）

  - マリエドゥジュワン 1992 f
    - タイキフローラ 2000 f
      - フローラルホーム 2009 f
        - ヨシオ 2013 c（6勝、オープン1勝、マーキュリーカップ2着）

## 血統表
| ロイコン（Roycon）の血統 | ロイコン（Roycon）の血統          | ロイコン（Roycon）の血統 | （血統表の出典） | （血統表の出典） |
| 父系                     | ダンテ系                          | ダンテ系                 | ダンテ系         |                  |
| 父 High Top 鹿毛 1969    | 父の父Derring-Do 鹿毛 1961        | Darius                   | Dante            | Dante            |
| 父 High Top 鹿毛 1969    | 父の父Derring-Do 鹿毛 1961        | Darius                   | Yasna            |                  |
| 父 High Top 鹿毛 1969    | 父の父Derring-Do 鹿毛 1961        | Sipsey Bridge            | Abernant         | Abernant         |
| 父 High Top 鹿毛 1969    | 父の父Derring-Do 鹿毛 1961        | Sipsey Bridge            | Claudette        |                  |
| 父 High Top 鹿毛 1969    | 父の母Camenae 鹿毛 1961           | *ヴィミー                | Wild Risk        | Wild Risk        |
| 父 High Top 鹿毛 1969    | 父の母Camenae 鹿毛 1961           | *ヴィミー                | Mimi             |                  |
| 父 High Top 鹿毛 1969    | 父の母Camenae 鹿毛 1961           | Madrilene                | Court Martial    | Court Martial    |
| 父 High Top 鹿毛 1969    | 父の母Camenae 鹿毛 1961           | Madrilene                | Marmite          |                  |
| 母 Madelon 鹿毛 1970     | 母の父*セントクレスピン 栗毛 1956 | Aureole                  | Hyperion         | Hyperion         |
| 母 Madelon 鹿毛 1970     | 母の父*セントクレスピン 栗毛 1956 | Aureole                  | Angelola         |                  |
| 母 Madelon 鹿毛 1970     | 母の父*セントクレスピン 栗毛 1956 | Neocracy                 | Nearco           | Nearco           |
| 母 Madelon 鹿毛 1970     | 母の父*セントクレスピン 栗毛 1956 | Neocracy                 | Harina           |                  |
| 母 Madelon 鹿毛 1970     | 母の母Azurine 鹿毛 1957           | Chamossaire              | Precipitation    | Precipitation    |
| 母 Madelon 鹿毛 1970     | 母の母Azurine 鹿毛 1957           | Chamossaire              | Snowberry        |                  |
| 母 Madelon 鹿毛 1970     | 母の母Azurine 鹿毛 1957           | Blue Dun                 | Blue Train       | Blue Train       |
| 母 Madelon 鹿毛 1970     | 母の母Azurine 鹿毛 1957           | Blue Dun                 | Dunure           |                  |
| 母系(F-No.)              | (FN:4-d)                          | (FN:4-d)                 | (FN:4-d)         | [ § 2 ]          |
| 5代内の近親交配          | Nearco 5×4                        | Nearco 5×4               | Nearco 5×4       | [ § 3 ]          |
| 出典                     | 1. 2. 3.                          | 1. 2. 3.                 | 1. 2. 3.         | 1. 2. 3.         |

- 祖母Azurineは1961年ロイヤルホイップステークス（英語版）優勝馬。
- 叔母に1961年オークスステークス、アイリッシュオークス優勝馬のBlue Windがいる。